# Zürs
Zürs am Arlberg is een dorp in de gemeente Lech in de Oostenrijkse deelstaat Vorarlberg. Het is gelegen aan de Flexenpas, dicht bij de grens met Tirol. Het dorp bestaat bijna alleen uit hotels en pensions.
Zürs leeft overwegend van het wintersporttoerisme, omdat vanwege de hoge ligging (1717 meter boven zeeniveau) akkerbouw onmogelijk is. In de zomer zijn er vrijwel geen pensions geopend, en is de plaats vrijwel uitgestorven.
Desalniettemin waren bergboeren tot 1895 de enige bewoners van dit gebied. Zij werden vaak door extreme weersomstandigheden van de buitenwereld afgesloten. Tussen 1895 en 1897 werd de Flexenstraße aangelegd. Dit maakte een goede ontsluiting van het voorheen slecht begaanbare gebied mogelijk. Aan het begin van de 20e eeuw ontdekten pioniers vanuit het gebied rondom het Bodenmeer het Arlberggebied en het gebied rondom de Flexenpas als skigebied. In 1937 werd de eerste sleeplift van Oostenrijk in Zürs gebouwd.

## Toerisme
Het dorp heeft vele kabelbanen en skiliftinstallaties, waaronder de Trittkopfbahn, Hexenbodenbahn, Seekopfbahn, Zürsersee Bahn, Madlochbahn, Muggengratbahn, Trittalpbahn, Übungshang, Baby Lift en Kinderland. Zürs behoort tot Ski Arlberg, en vanaf de winter van 2016/17 is dit het grootste verbonden skigebied van Oostenrijk.

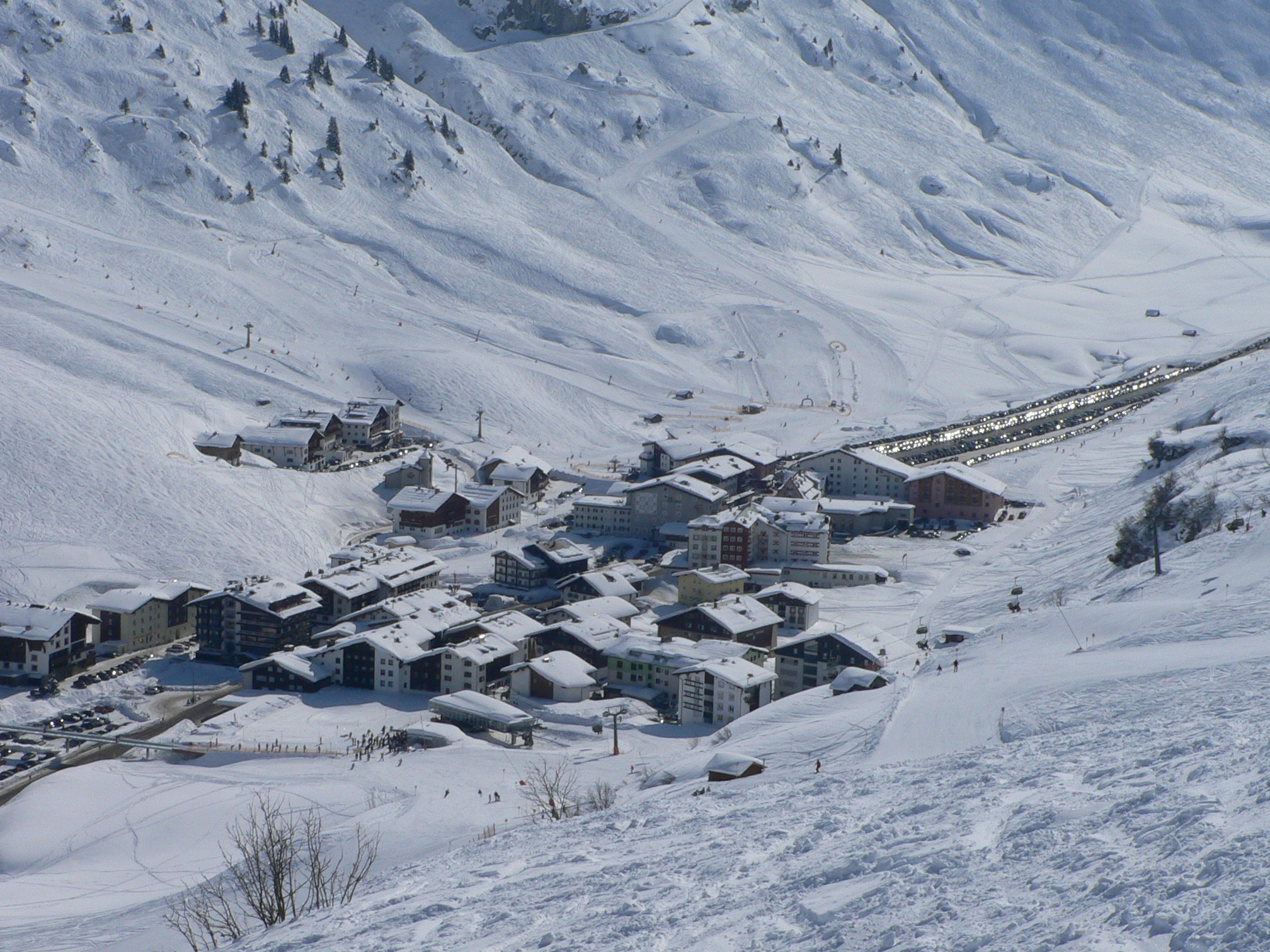
Zürs (richting de Flexenpas)

De Witte Ring is een bekende jaarlijkse skiwedstrijd waarbij 1,000 skiërs van Lech naar Zürs racen. De 22 km lange route heeft de vorm van een ring en wordt als langste skicircuit ter wereld geacht.
Het skigebied Lech-Zürs is in het verleden de locatie van enkele FIS WK-skiraces geweest, waaronder de volgende:
- Januari 1988: super-G (vrouwen), winnares: Zoe Haas (SUI)
- November 1991: 2 slalomwedstrijden (vrouwen), winnaressen: Vreni Schneider (SUI) en Bianca Fernández Ochoa (SPA)
- Januari 1993: slalom (mannen), winnaar: Thomas Fogdö (SWE)
- Januari 1993: combinatie (mannen), winnaar: Marc Girardelli (LUX)
- December 1993: super-G (mannen), winnaar: Hannes Trinkl (AUT)
- December 1994: 2 slalomraces (mannen), winnaar (beide): Alberto Tomba (IT)

Na 26 jaar worden in november 2020 weer alpine skiraces gehouden in Lech-Zürs. Er worden 20.000 toeschouwers verwacht. De races vinden plaats op 14 en 15 november in de Flexenarena Zürs onder de naam "Flexenrace". Ze zullen bestaan uit parallelle skiraces (mannen/vrouwen) en een gemengd teamevenement.